# برايان كيرنز
برايان كيرنز (بالإنجليزية: Brian Cairns)‏ هو لاعب دارت بريطاني، ولد في 1939 في Trethomas ‏ في المملكة المتحدة، وتوفي في 1 أكتوبر 1993.

## وصلات خارجية
- برايان كيرنز على موقع DartsDatabase.co.uk (الإنجليزية)